# Sara Legge
Pour les articles homonymes, voir Legge.
Sara Legge (ซาร่า เล็กจ์), née le 20 mai 1984 à Londres, est une actrice thaïlandaise, également mannequin,,,,.

## Biographie
Sara Legge est actrice principale dans les films Garuda (2004), Thai Thief (2006) et La Guerre des Empires (2010).
Elle joue aussi dans des séries télévisées comme The Cupids (กามเทพปราบมาร) (2017) et  Likit Ruk (Likhid Rud/ ลิขิตรัก) The Crown Princess (2018).

## Filmographie
- 2004 : Garuda, le retour du Dieu prédateur
- 2006 : Thai Thief (ไทยถีบ)[9]
- 2010 : La Guerre des Empires
- 2013 : Young Bao, The Movie (ยังบาว เดอะมูฟวี่)